# Mostra de Venise 1962
La Mostra de Venise 1962 s'est déroulée du 24 août au 7 septembre 1962.

## Jury
- Luigi Chiarini (président, Italie), Guglielmo Biraghi (Italie), G.B. Cavallaro (Italie), Arturo Lanocita (Italie), Georges Charensol (France), Josif Cheifitz (URSS), John Houseman (É.-U.), Ronald Neame (Grande-Bretagne), Hans Schaarwechter (RFA).

## Palmarès
- Lion d'or pour le meilleur film : Journal intime (Cronaca familiare) de Valerio Zurlini et L'Enfance d'Ivan (Ivanovo detstvo) de Andreï Tarkovski
- Coupe Volpi pour la meilleure interprétation masculine : Burt Lancaster pour Le Prisonnier d'Alcatraz (Birdman of Alcatraz) de John Frankenheimer
- Coupe Volpi pour la meilleure interprétation féminine : Emmanuelle Riva pour Thérèse Desqueyroux de Georges Franju
- Grand prix du jury : Vivre sa vie de Jean-Luc Godard
- Mention spécial du jury : Les Dimanches de Ville-d'Avray de Serge Bourguignon
- Prix Maschere (Prix de la critique internationale) : Les Dimanches de Ville-d'Avray de Serge Bourguignon